# Gioviano Ipato
Gioviano Ipato o Giuliano Ipato (en latín, Iubianus Ypatus) fue un militar del siglo VIII que gobernó la Venecia bizantina con los títulos de magister militum e hypatos (c. 740). También es conocido como Gioviano Cepario o Giuliano Cepario. En obras antiguas su nombre es castellanizado de diferentes formas: Joviano, Jovián, Juliano o Julián.
El exarca de Rávena, la máxima autoridad bizantina en Italia, eligió a Gioviano como sucesor de Teodato al frente de la Laguna veneciana. Estos hechos debieron ocurrir hacia 740, aunque la cronología para este período de la historia de Venecia es muy incierta. Además, la duración del mandato de Teodato es discutida. En principio, el antecesor de Gioviano habría ocupado el gobierno de la provincia por un período de un año, al igual que el resto de magistri militum que gobernaron Venecia. Y aunque el cronista Juan el Diácono así lo recoge en su Chronicon Venetum de principios del siglo XI (principal fuente para esta época), otros listados antiguos indican que Teodato gobernó el territorio veneciano durante dos años.
En algún momento de su mandato, Gioviano recibió del emperador el título de hypatos («cónsul»), una dignidad con la que se reconocía a ciertos gobernadores provinciales y de la que deriva el nombre de «Ipato» con el que se conoce a Gioviano. Es posible que el emperador le concediera este honor como reconocimiento por la ayuda prestada por Gioviano al exarca durante alguno de los ataques que los lombardos lanzaron en esta época contra los territorios bizantinos en Italia. El exarca se habría refugiado en la Laguna veneciana al haber sido tomada Rávena por el ejército lombardo y el magister militum de Venecia le habría ayudado a recuperar la ciudad, sede del exarcado. Sin embargo, aunque la huida del exarca a Venecia y la posterior recuperación de Rávena son hechos históricos reconocidos, existen dudas sobre cuándo se desarrollaron estos acontecimientos y si sucedieron en más de una ocasión. Según la fuente consultada, la recuperación de Rávena gracias al auxilio veneciano es fechada hacia 732, antes o alrededor de 735, entre 737 y 738 o hacia 740. Tan solo la última fecha coincidiría con la etapa de gobierno de Gioviano, estando el resto comprendidas en la del dux Orso (c. 727 - c. 737). Aunque esto no significa que no pudieran haber ocurrido dos situaciones similares. Así lo recoge, por ejemplo, el escritor y bibliógrafo británico William Carew Hazlitt, quien describe estos hechos como dos acontecimientos diferentes, uno desarrollado en la época del dux Orso y otro en la del magister militum Gioviano.